# Berdi Kerbabaýew
Berdi Kerbabaýew (ur. 15 marca 1894 w aule Gowky-Zereň w obwodzie zakaspijskim, zm. 24 lipca 1974 w Aszchabadzie) – turkmeński pisarz.

## Życiorys
Urodził się w biedniej rodzinie chłopskiej. Uczył się w mektebie, później w medresie w Tedżenie, w czerwcu 1918 został pisarzem w oddziale basmaczy. Pod koniec 1918 został aresztowany przez białogwardzistów pod zarzutem związków z bolszewikami, jednak zbiegł na pustynię i przez pewien czas ukrywał się. W maju 1919 wstąpił do Armii Czerwonej, pracował w wydziale politycznym na Froncie Zakaspijskim, w końcu 1919 został zdemobilizowany i wrócił do Tedżenu. Pracował w regionalnych oddziałach edukacji narodowej, organizował kursy likwidacji analfabetyzmu i wykładał na nich, był przewodniczącym gminnego komitetu wykonawczego w Tedżenie, później pracował w gazecie „Sowet Türkmenistany”. Od 1924 mieszkał w Aszchabadzie, kierował działem gazety „Türkmenistan”, współpracował z redakcją satyrycznego pisma „Tokmak”, publikował w gazetach „Türkmen medeniýeti”, „Ýaş kommunist” i innych. Od 1923 był literatem, 1927–1928 studiował na Wydziale Turkologii Instytutu Wschodniego w Leningradzie, jednak przerwał studia z powodu stanu zdrowia, 1934–1936 kierował Zarządem Nauki przy Ludowym Komisariacie Oświaty Turkmeńskiej SRR. Był dwukrotnie aresztowany i więziony (1932–1933 i 1937–1938). Pisał utwory o tematyce historycznej i współczesnej, poematy, sztuki teatralne, powieści, opowiadania (m.in. Ajstołtan z krainy białego złota 1949, wyd. pol. 1952) i dramaty wierszem. Poza tym tłumaczył dzieła rosyjskiej literatury (m.in. wiersze Puszkina, powieści Tołstoja, Gorkiego i Szołochowa) na turkmeński. Dwukrotnie (1960–1962 i 1966–1971) był przewodniczącym Zarządu Związku Pisarzy Turkmenii. Od 1948 należał do WKP(b), w 1951 został akademikiem Akademii Nauk Turkmeńskiej SRR.

## Nagrody i odznaczenia
- Medal Sierp i Młot Bohatera Pracy Socjalistycznej (14 marca 1969)
- Order Lenina (trzykrotnie – 28 stycznia 1950, 28 października 1955 i 14 marca 1969)
- Order Rewolucji Październikowej (18 marca 1974)
- Order Czerwonego Sztandaru Pracy (trzykrotnie – 13 grudnia 1944, 14 lutego 1957 i 28 marca 1964)
- Nagroda Stalinowska (dwukrotnie – 1948 i 1951)
- Nagroda Państwowa Turkmeńskiej SRR (1970)

I inne.